# Luisa Hollandina Falcká
Luisa Marie Falcká, zvaná Luisa Hollandina, německy Luise Hollandine von der Pfalz (* 18. dubna 1622, Den Haag – 11. února 1709, cisterciácký klášter Maubuisson), byla falcká princezna, titulární falckraběnka, v letech 1664–1709 abatyše kláštera Maubuisson, malířka a mědirytec.

## Život

### Původ, mládí
Luisa Hollandina se narodila jako druhá dcera/šesté dítě „zimního krále“ Fridricha Falckého (1596–1632) a jeho manželky, anglické princezny Alžběty Stuartovny (1596–1662). Jejími prarodiči byli z otcovy strany falcký kurfiřt Fridrich IV. Falcký a jeho manželka Luisa Juliana Oranžská, z matčiny pak anglický král Jakub I. Stuart a Anna Dánská. Světlo světa spatřila v nizozemském Haagu, kam uprchli její rodiče po ztrátě českého trůnu po bitvě na Bílé hoře; jako jejich první dítě v holandském exilu byla – neboť místo jejího kmotra zaujal nizozemský parlament (Generalstaaten) – pokřtěna jako Luisa Marie Hollandina. Malá princezna vyrůstala v péči vychovatelů v Leidenu. Po ukončení vzdělání se vrátila zpět na dvůr své matky do Haagu. Zde se o její ruku ucházel mezi jinými např. braniborský kurfiřt Fridrich Vilém.

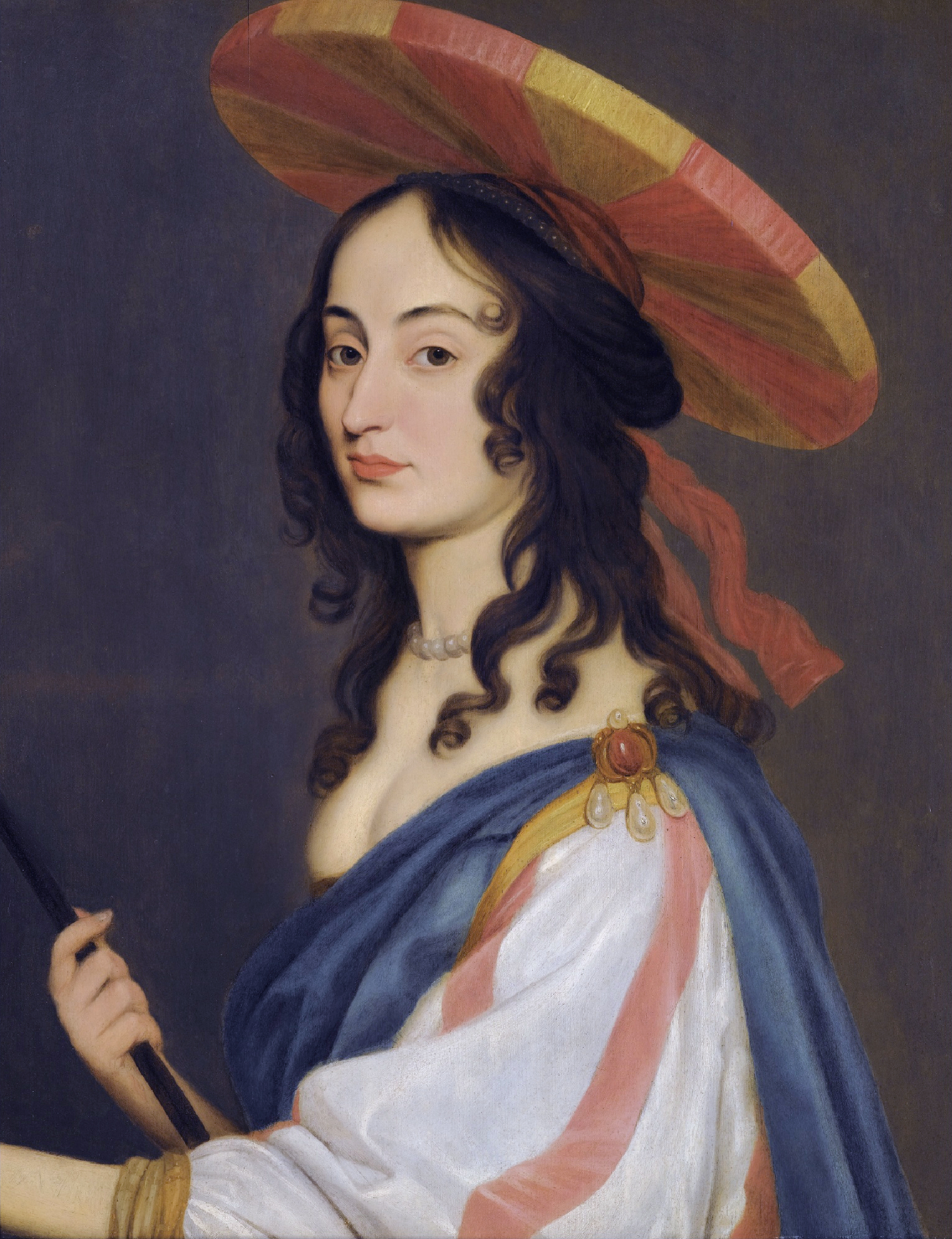
Autoportrét, kolem 1650

### Malířka
Luisa Hollandina byla talentovaná malířka; věnovala se především portrétní malbě pod vedením nizozemského malíře Gerrita van Honthorst. Její díla, natolik kvalitní a zdařilá, že byla často připisována jejímu učiteli, představují většinou její blízké příbuzné; většinou jsou uložena v muzeích v Německu. Luisině umělecké tvorbě byla nicméně věnována pozornost teprve v 80. letech 20. století.

### Konverze
19. prosince roku 1657 z Antverp, kde ještě jako jediná ze sourozenců žila po boku své matky, utekla do Francie, kam ji pozvala její teta z matčiny strany Henrietta Marie Bourbonská. Zde stejně jako její mladší bratr Eduard přestoupila v jednom karmelitánském klášteře na katolickou víru. Útěk a konverze vedly k definitivnímu odpoutání od matky. 25. března roku 1659 se stala novickou a 19. září následujícího roku 1660 jeptiškou kláštera cisterciaček v Maubuissonu v Saint-Ouen-l'Aumône (poblíž Paříže), kde se i nadále věnovala malování. Na přímluvu francouzské Koruny se stala v srpnu roku 1664 jeho abatyší. Od nizozemského parlamentu přesto dostala doživotní důchod a také Ludvík XIV. jí udělil roční rentu 6 000 livrů. Luisa Hollandina podporovala svou nejmladší sestru Žofii v úsilí o církevní sjednocení a byla považována za podporovatelku Jacques Bénigne Bossueta.
Byla ve velmi úzkém vztahu se svou neteří Liselottou (provdanou vévodkyní orleánskou), která často navštěvovala Maubuisson. Poslední léta svého života, poté co ji v roce 1705 ranila mrtvice, byla Luisa Hollandina částečně ochrnutá. Zemřela 11. února 1709 v požehnaném věku 87 let v Maubuissonu, kde byla i uložena k poslednímu odpočinku.

### Významná díla
- Braunschweig, Herzog Anton Ulrich-Museum
  - Dvojportrét anonymního páru jako Mars a Venuše, kolem 1669
- Hannover, Niedersächsisches Landesmuseum
  - Portrét Alžběty, nasavské hraběnky, kolem 1660
  - Portrét Alžběty, hesensko-kasselské lankraběnky, kolem 1670
  - Portrét Alžběty Šarloty Falcké, kolem r. 1670
- Isselburg, Museum Wasserburg Anholt
  - Portrét Žofie Hannoverské jako indiánky, po r. 1644

## Vývod z předků
|                           |                               |  |                                    |                                |  |  |  |  |  |  |  | Fridrich III. Falcký |
|                           |                               |  |                                    |                                |  |  |  |  |  |  |  |                      |
|                           | Ludvík VI. Falcký             |  |                                    |                                |  |  |  |  |  |  |  |                      |
|                           |                               |  |                                    |                                |  |  |  |  |  |  |  |                      |
|                           |                               |  |                                    | Marie Braniborsko-Kulmbašká    |  |  |  |  |  |  |  |                      |
|                           |                               |  |                                    |                                |  |  |  |  |  |  |  |                      |
|                           | Fridrich IV. Falcký           |  |                                    |                                |  |  |  |  |  |  |  |                      |
|                           |                               |  |                                    |                                |  |  |  |  |  |  |  |                      |
|                           |                               |  |                                    | Filip I. Hesenský              |  |  |  |  |  |  |  |                      |
|                           |                               |  |                                    |                                |  |  |  |  |  |  |  |                      |
|                           | Alžběta Hesenská              |  |                                    |                                |  |  |  |  |  |  |  |                      |
|                           |                               |  |                                    |                                |  |  |  |  |  |  |  |                      |
|                           |                               |  |                                    | Kristýna Saská                 |  |  |  |  |  |  |  |                      |
|                           |                               |  |                                    |                                |  |  |  |  |  |  |  |                      |
|                           | Fridrich Falcký               |  |                                    |                                |  |  |  |  |  |  |  |                      |
|                           |                               |  |                                    |                                |  |  |  |  |  |  |  |                      |
|                           |                               |  |                                    | Vilém I. Nasavsko-Dillenburský |  |  |  |  |  |  |  |                      |
|                           |                               |  |                                    |                                |  |  |  |  |  |  |  |                      |
|                           | Vilém I. Oranžský             |  |                                    |                                |  |  |  |  |  |  |  |                      |
|                           |                               |  |                                    |                                |  |  |  |  |  |  |  |                      |
|                           |                               |  |                                    | Juliana ze Stolbergu           |  |  |  |  |  |  |  |                      |
|                           |                               |  |                                    |                                |  |  |  |  |  |  |  |                      |
|                           | Luisa Juliana Oranžská        |  |                                    |                                |  |  |  |  |  |  |  |                      |
|                           |                               |  |                                    |                                |  |  |  |  |  |  |  |                      |
|                           |                               |  |                                    | Ludvík z Montpensier           |  |  |  |  |  |  |  |                      |
|                           |                               |  |                                    |                                |  |  |  |  |  |  |  |                      |
|                           | Šarlota Bourbonská            |  |                                    |                                |  |  |  |  |  |  |  |                      |
|                           |                               |  |                                    |                                |  |  |  |  |  |  |  |                      |
|                           |                               |  |                                    | Jacqueline de Longwy           |  |  |  |  |  |  |  |                      |
|                           |                               |  |                                    |                                |  |  |  |  |  |  |  |                      |
| 'Luisa Hollandina Falcká' |                               |  |                                    |                                |  |  |  |  |  |  |  |                      |
|                           |                               |  |                                    |                                |  |  |  |  |  |  |  |                      |
|                           |                               |  | Matyáš Stuart, IV. hrabě z Lennoxu |                                |  |  |  |  |  |  |  |                      |
|                           |                               |  |                                    |                                |  |  |  |  |  |  |  |                      |
|                           | Jindřich Stuart, Lord Darnley |  |                                    |                                |  |  |  |  |  |  |  |                      |
|                           |                               |  |                                    |                                |  |  |  |  |  |  |  |                      |
|                           |                               |  |                                    | Markéta Douglasová             |  |  |  |  |  |  |  |                      |
|                           |                               |  |                                    |                                |  |  |  |  |  |  |  |                      |
|                           | Jakub I. Stuart               |  |                                    |                                |  |  |  |  |  |  |  |                      |
|                           |                               |  |                                    |                                |  |  |  |  |  |  |  |                      |
|                           |                               |  |                                    | Jakub V. Skotský               |  |  |  |  |  |  |  |                      |
|                           |                               |  |                                    |                                |  |  |  |  |  |  |  |                      |
|                           | Marie Stuartovna              |  |                                    |                                |  |  |  |  |  |  |  |                      |
|                           |                               |  |                                    |                                |  |  |  |  |  |  |  |                      |
|                           |                               |  |                                    | Marie de Guise                 |  |  |  |  |  |  |  |                      |
|                           |                               |  |                                    |                                |  |  |  |  |  |  |  |                      |
|                           | Alžběta Stuartovna            |  |                                    |                                |  |  |  |  |  |  |  |                      |
|                           |                               |  |                                    |                                |  |  |  |  |  |  |  |                      |
|                           |                               |  |                                    | Kristián III. Dánský           |  |  |  |  |  |  |  |                      |
|                           |                               |  |                                    |                                |  |  |  |  |  |  |  |                      |
|                           | Frederik II. Dánský           |  |                                    |                                |  |  |  |  |  |  |  |                      |
|                           |                               |  |                                    |                                |  |  |  |  |  |  |  |                      |
|                           |                               |  |                                    | Dorotea Sasko-Lauenburská      |  |  |  |  |  |  |  |                      |
|                           |                               |  |                                    |                                |  |  |  |  |  |  |  |                      |
|                           | Anna Dánská                   |  |                                    |                                |  |  |  |  |  |  |  |                      |
|                           |                               |  |                                    |                                |  |  |  |  |  |  |  |                      |
|                           |                               |  |                                    | Oldřich III. Meklenburský      |  |  |  |  |  |  |  |                      |
|                           |                               |  |                                    |                                |  |  |  |  |  |  |  |                      |
|                           | Žofie Meklenburská            |  |                                    |                                |  |  |  |  |  |  |  |                      |
|                           |                               |  |                                    |                                |  |  |  |  |  |  |  |                      |
|                           |                               |  |                                    | Alžběta Dánská                 |  |  |  |  |  |  |  |                      |
|                           |                               |  |                                    |                                |  |  |  |  |  |  |  |                      |